# Зильзаль
Зильзаль-2 (перс. زلزال ۲‎, буквально Землетрясение) — неуправляемая ракета иранского производства, способная поражать цели на расстоянии до 200 км (по другим данным, до 250 км). Вес боеголовки — 600 кг.
Промышленный выпуск с 1993 года. Представляет собой иранскую версию советского ракетного комплекса Луна-М (FROG-7 по классификации НАТО). Состоит на вооружении шиитской группировки «Хезболла» в Ливане.
По мнению израильских спецслужб, иранские ракеты Зильзаль-2 представляют наибольшую опасность для Израиля, поскольку они могут быть использованы для нанесения ударов с ливанской территории по густонаселённым районам Израиля. Израильские спецслужбы полагают, что Иран передал эти ракеты «Хезболле», но запретил их применять до особого распоряжения. Бывший посол Ирана в Ливане Монташами Пур (Mohtashami Pur) подтвердил в интервью иранской газете факт передачи ракет. Сообщается, что для защиты от этих ракет вокруг Тель-Авива создан противоракетный барьер на базе американского зенитно-ракетного комплекса Patriot.

## Эксплуатанты
- Иран
- Ливан — Хезболла — около 30 ракет и ПУ
- Сирия
- Йемен — Хуситы